# McGregor Pass
McGregor Pass är ett bergspass i Kanada.   Det ligger i provinsen British Columbia, i den centrala delen av landet, 3 300 km väster om huvudstaden Ottawa. McGregor Pass ligger 1 783 meter över havet.
Terrängen runt McGregor Pass är varierad, och sluttar söderut. Trakten runt McGregor Pass är nära nog obefolkad, med mindre än två invånare per kvadratkilometer.. Det finns inga samhällen i närheten. 
I omgivningarna runt McGregor Pass växer i huvudsak barrskog.